# 유인 (1987년 배우)
유인(1987년 10월 12일 ~ )는 대한민국의 연극배우이다.

### 드라마
- 2018년 tvN 주말 미니시리즈 《라이브》
- 2020년 ~ 2021년 SBS 금토 미니시리즈 《날아라 개천용》
- 2023년 ~ 2024년 KBS2 대하드라마 《고려 거란 전쟁》
- 2023년 SBS 금토 미니시리즈 《모범택시 시즌2》
- 2024년 DISNEY+ 오리지널 시리즈 드라마 《조명가게》
- 2024년 KBS2 월화 미니시리즈 《멱살 한번 잡힙시다》
- 2025년 tvN 월화 미니시리즈 《그놈은 흑염룡》
- 2025년 MBC 금토 미니시리즈 《바니와 오빠들》
- 2025년 tvN 월화 미니시리즈 《첫, 사랑을 위하여》

### 광고
- 2020년 CF 《다우니 세탁세제》
- 현대모비스 투명우산 나눔 공익광고
- 서울시의회 공익광고
- 공익광고협의회 스토킹범죄예방 공익광고
- 국민건강보험 공익광고
- NH나무증권 광고

### 영화
- 2016년 독립 단편 《허상화》 … 아현 역
- 2017년 독립 단편 《고시촌》 … 강나연 역
- 2017년 독립장편다큐 《더 플랜》 … 개표원 역
- 2019년 독립 단편 《우리를 위하여》 ... 조은혜 역
- 2020년 영화 《내가 죽던 날》 ... 현수 남편 비서 역
- 2021년 독립 단편 《잊지말아요》 … 지윤슬 역
- 2022년 독립 단편 《이상하면 뭐 대단히 이상해》 … 지민 역
- 2023년 독립 단편 《누구를 위한 참이슬인가》 … 석삼 역
- 2023년 독립 단편 《낙타의 밤》 … 유진 역
- 2023년 독립 단편 《꿈을 걷다》 … 여자 역
- 2023년 독립 단편 《로드 투 엔딩》 … 지혜역
- 2024년 독립 단편 《감귤》 … 정현 역
- 2024년 독립 단편 《안맞아 술도 너랑은》 … 정은 역

### 연극
- 2016년 연극 《행 오버》 ... 최수진 역
- 2018년 연극 《어쩌면 로맨스》 ... 이연 역
- 2018년 연극 《작업의 정석》 ... 한지원 역
- 2019년 연극 《연애하기 좋은 날》 ... 시연 역
- 2020년 연극 《뜨거운 로맨스:바라보다》
- 2020년 연극 《행 오버》 ... 최수진 역
- 2024년 ~ 2025년 연극 《뷰티풀 라이프》 ... 박순옥 역
- 2025년 연극 《뷰티풀 라이프》(대전공연) ... 박순옥 역
- 2025년 연극 《뷰티풀 라이프》(대구공연) ... 박순옥 역

## 같이 보기
- 김원진 : 연극 《뷰티풀 라이프》 를 통해 같이 인연을 맺게 된 계기가 되었다.
- 김사희 : 연극 《뷰티풀 라이프》 를 통해 같이 인연을 맺게 된 계기가 되었다.
- 김진호 : 연극 《뷰티풀 라이프》 를 통해 같이 인연을 맺게 된 계기가 되었다.
- 허예슬 : 연극 《뷰티풀 라이프》 를 통해 같이 인연을 맺게 된 계기가 되었다.
- 김호창 : 연극 《뷰티풀 라이프》 를 통해 같이 인연을 맺게 된 계기가 되었다.